# Выборы в Екатеринбургскую городскую думу (2013)
Выборы в Екатеринбургскую городскую думу VI-го созыва прошли 8 сентября 2013 года в Единый день голосования. Они прошли по параллельной избирательной системе, где 18 депутатов избиралось по партийным спискам, а ещё 18 — по одномандатным округам.

## Предшествующие события
11 июня 2013 года, на своём последнем заседании, депутаты Екатеринбургской городской думы на своём последнем заседании назначают выборы на 8 сентября 2013 года, в Единый день голосования.
С 29 июня по 24 июля назначается период выдвижения кандидатов и сбора подписей избирателей в поддержку их выдвижения. По итогу, ГЦИК Екатеринбурга получила документы на участие от 23 избирательных объединений: ДПР, МПР, ГС, ЛДПР, ЕР, СРЗП, КПРФ, СГ, СДПР, РС, НПР, КПСС, ПАРНАС, ПР, МР, Зелёные, Яблоко, КР, ГР, АЗ, Родина, Партия пенсионеров, ГП.
Всего по единому округу был зарегистрирован 1201 кандидат. По 18 мажоритарным округам зарегистрирован 171 кандидат (из которых всего 6 самовыдвиженцев, а остальные представляют 17 различных партий).

## Избирательные округа
| Одномандатные избирательные округа Екатеринбурга на выборах в ЕГД 2013 года | Одномандатные избирательные округа Екатеринбурга на выборах в ЕГД 2013 года | Одномандатные избирательные округа Екатеринбурга на выборах в ЕГД 2013 года | Одномандатные избирательные округа Екатеринбурга на выборах в ЕГД 2013 года |
| ОИК                                                                         | Районы                                                                      | Избир.                                                                      | Подписи для рег.                                                            |
| --------------------------------------------------------------------------- | --------------------------------------------------------------------------- | --------------------------------------------------------------------------- | --------------------------------------------------------------------------- |
| 01                                                                          | Верх-Исетский, часть микрорайона Академический                              | ???                                                                         | ???                                                                         |
| 02                                                                          | Верх-Исетский                                                               | ???                                                                         | ???                                                                         |
| 03                                                                          | Ленинский, часть Верх-Исетского                                             | ???                                                                         | ???                                                                         |
| 04                                                                          | Железнодорожный, часть Верх-Исетского                                       | ???                                                                         | ???                                                                         |
| 05                                                                          | Железнодорожный                                                             | ???                                                                         | ???                                                                         |
| 06                                                                          | Кировский                                                                   | ???                                                                         | ???                                                                         |
| 07                                                                          | Кировский                                                                   | ???                                                                         | ???                                                                         |
| 08                                                                          | Орджоникидзевский, часть Кировского                                         | ???                                                                         | ???                                                                         |
| 09                                                                          | Ленинский                                                                   | ???                                                                         | ???                                                                         |
| 10                                                                          | Ленинский, часть микрорайона Академический                                  | ???                                                                         | ???                                                                         |
| 11                                                                          | Октябрьский                                                                 | ???                                                                         | ???                                                                         |
| 12                                                                          | Октябрьский, часть Чкаловского                                              | ???                                                                         | ???                                                                         |
| 13                                                                          | Орджоникидзевский                                                           | ???                                                                         | ???                                                                         |
| 14                                                                          | Орджоникидзевский                                                           | ???                                                                         | ???                                                                         |
| 15                                                                          | Орджоникидзевский                                                           | ???                                                                         | ???                                                                         |
| 16                                                                          | Чкаловский                                                                  | ???                                                                         | ???                                                                         |
| 17                                                                          | Чкаловский                                                                  | ???                                                                         | ???                                                                         |
| 18                                                                          | Чкаловский                                                                  | ???                                                                         | ???                                                                         |

## Избирательная кампания
Избирательная кампания активно вращалась вокруг фаворита выборов Ройзмана и его партии — Гражданской платформы. В частности, оппоненты активно и обильно занимались чёрным пиаром и всячески пытались очернить ГП и его регионального лидера — Ройзмана. Сама же кампания Гражданской платформы в основном строилась вокруг кандидатуры Ройзмана и была крайне яркой, собирая и объединяя протестные голоса вместе, представляя собой де-факто консолидированную оппозицию Единой России. Ряд оппозиционных деятелей и движений, например, не участвующих в выборах в ЕГД, Алексей Навальный, активизировали свои ресурсы для продвижения и усиления ГП, а также их списка. Такой всеобщий оппозиционный перекос и консолидация привела к тому, что агитация ГП и Ройзмана, а также из медийный образ использовался другими партиями в целях попытки отобрать часть протестных голосов и повысить число голосов за себя.

## Ход выборов
На выборах отмечены различные случаи нарушения избирательного законодательства: сообщалось об агитации в день голосования, голосованию по открепительным документам и подкупом избирателей. По итогу, СК РФ провёл проверку, отказали отменять результаты выборов, признав отдельные нарушения, но посчитав их незначительными.

## Результаты выборов
| Екатеринбургская городская дума VI-го созыва                               |                                                            |                                       |                          |                          |       |       |          |
| Партия                                                                     | Партия                                                     | Кандидатов                            | Голоса по единому округу | Голоса по единому округу | Места | Места | Места    |
| Партия                                                                     | Партия                                                     | Кандидатов                            | No.                      | %                        | До    | После | +/–      |
|                                                                            | Единая Россия                                              | 57                                    | 101 338                  | 28,11                    | 28    | 21    | ▼-7      |
|                                                                            | Справедливая Россия — За правду                            | 55                                    | 64 134                   | 17,78                    | 0     | 7     | ▲+7      |
|                                                                            | Гражданская платформа                                      | 51                                    | 48 400                   | 13,42                    | 0     | 3     | новая    |
|                                                                            | Российская партия пенсионеров за социальную справедливость | 57                                    | 33 945                   | 9,41                     | 0     | 3     | новая    |
|                                                                            | Коммунистическая партия Российской Федерации               | 56                                    | 31 024                   | 8,60                     | 1     | 2     | ▲+1      |
|                                                                            | Либерально-демократическая партия России                   | 55                                    | 20 130                   | 5,58                     | 1     | 1     | ▲+1      |
| Партии, не прошедшие пятипроцентный барьер, или выбывшие после регистрации |                                                            |                                       |                          |                          |       |       |          |
|                                                                            | ПАРНАС                                                     | 45                                    | 8 372                    | 2,32                     | 0     | 0     | новая    |
|                                                                            | РОДП «Яблоко»                                              | 57                                    | 7 239                    | 2,01                     | 0     | 0     | новая    |
|                                                                            | Родина                                                     | 57                                    | 6 727                    | 1,87                     | 0     | 0     | новая    |
|                                                                            | «Зелёные»                                                  | 52                                    | 4 279                    | 1,19                     | 0     | 0     | новая    |
|                                                                            | КПСС                                                       | 47                                    | 4 044                    | 1,12                     | 0     | 0     | новая    |
|                                                                            | МПР                                                        | 57                                    | 3 196                    | 0,89                     | 0     | 0     | новая    |
|                                                                            | Гражданская сила                                           | 44                                    | 2 774                    | 0,77                     | 0     | 0     | новая    |
|                                                                            | Молодая Россия                                             | 50                                    | 2 317                    | 0,64                     | 0     | 0     | новая    |
|                                                                            | Патриоты России                                            | 52                                    | 1 782                    | 0,49                     | 0     | 0     | ▬        |
|                                                                            | Союз Горожан                                               | 47                                    | 1 669                    | 0,46                     | 0     | 0     | новая    |
|                                                                            | Коммунисты России                                          | 51                                    | 1 656                    | 0,46                     | 0     | 0     | новая    |
|                                                                            | Альянс зелёных                                             | 56                                    | 1 429                    | 0,40                     | 0     | 0     | новая    |
|                                                                            | ДПР                                                        | 57                                    | 1038                     | 0,29                     | 0     | 0     | новая    |
|                                                                            | НПР                                                        | 47                                    | 593                      | 0,16                     | 0     | 0     | новая    |
|                                                                            | СДПР                                                       | 47                                    | 555                      | 0,15                     | 0     | 0     | новая    |
|                                                                            | Города России                                              | 57                                    | 531                      | 0,15                     | 0     | 0     | новая    |
|                                                                            | Родная Страна                                              | 47                                    | 411                      | 0,11                     | 0     | 0     | новая    |
|                                                                            |                                                            |                                       |                          |                          |       |       |          |
| Действительных голосов                                                     | Действительных голосов                                     | Действительных голосов                | 347 896                  | 96,39                    | -     | -     | -        |
| Недействительных голосов                                                   | Недействительных голосов                                   | Недействительных голосов              | 13 031                   | 3,61                     | -     | -     | -        |
| Всего                                                                      | Всего                                                      | Всего                                 | 360 907                  | 100.00                   | 35    | 36    | ▲+1      |
| Зарегистрированных избирателей / Явка                                      | Зарегистрированных избирателей / Явка                      | Зарегистрированных избирателей / Явка | 1 074 286                | 33,60                    | -     | -     | ▲+15,38% |